# Parakatne
Parakatne (nepalski: पाराकाट्ने) – gaun wikas samiti w zachodniej części Nepalu w strefie Seti w dystrykcie Bajhang. Według nepalskiego spisu powszechnego z 2011 roku liczył on 786 gospodarstw domowych i 4257 mieszkańców (2322 kobiety i 1935 mężczyzn).